# Тоёдов, Дельмек Тоёдович
Дельмек Тоёдович Тоёдов (18 сентября 1926 — 16 апреля 2005) — передовик советского сельского хозяйства, чабан колхоза имени XXI партсъезда Усть-Канского района Горно-Алтайской автономной области, Герой Социалистического Труда (1971).

## Биография
Родился в 1926 году в селе Озёрное Ойротской автономной области в семье алтайца. Окончив Козульскую среднюю общеобразовательную школу, в 1943 году стал работать в колхозе родного села «Кызыл Козуль» (в дальнейшем колхоз XXI партсъезда). Работал табунщиком, позднее трудился скотником, а затем был назначен заведующим фермой. С 1960 года работал чабаном в колхозе. Добивался высоких производственных результатов, стал передовиком животноводческой отрасли Алтая.
Сочетая работу с учёбой, завершил обучение заочно в восьми классах общеобразовательной школы. Изучал опыт передовых чабанов, накапливал собственный. До 146 ягнят от 100 овцематок получал чабан, добиваясь при этом стопроцентной сохранности поголовья.
Указом Президиума Верховного Совета СССР от 8 апреля 1971 года за выдающиеся успехи достигнутые в развитии сельскохозяйственного производства и выполнении пятилетнего плана продажи государству продуктов земледелия и животноводства Тоёдову Дельмеку присвоено звание Героя Социалистического Труда с вручением ордена Ленина и золотой медали «Серп и Молот».
В последующие годы продолжал демонстрировать высокие производственные результаты в сельском хозяйстве. В 1990-х годах возглавил крестьянско-фермерское хозяйство «Тоёдов Д.».
Избирался делегатом XXV съезда КПСС, членом Горно-Алтайского областного и Усть-Канского районного комитетов партии.
Проживал в родном селе. Умер 16 апреля 2005 года.

## Награды
За трудовые и боевые успехи удостоен:
- золотая звезда «Серп и Молот» (08.04.1971)
- орден Ленина (08.04.1971)
- орден Октябрьской Революции (13.03.1981)
- Орден Трудового Красного Знамени (06.09.1973)
- Орден Дружбы народов (29.08.1986)
- орден «Тан Чолмон» - высшая награда Республики Алтай
- другие медали.

## Память
- В 2011 году имя Героя присвоено Козульской средней школе.